# Плюмбоярозит
Плюмбоярозит (англ. plumbojarosite; нім. Plumbojarosit m) — мінерал, основний сульфат свинцю і заліза острівної будови.
Від плюмбо… та назви мінералу ярозиту (W.F.Hillebrand, S.L.Penfield, 1902).
Синоніми: вергасит.

## Загальний опис
Хімічна формула: Pb2+(Fe3+)6 (OH)12[SO4]4.
Склад у %: PbO — 19,74; Fe2O3 — 42,37; SO3 — 28,33; H2O — 9,56.
Сингонія тригональна. Дитрогонально-скаленоедричний вид.
Утворює шестикутні таблички, кірочки і порошкуваті землисті агрегати.
Спайність ясна.
Густина 3,665.
М'який.
Колір золотисто-бурий до темно-бурого.
Поширений вторинний мінерал. Зустрічається в зоні окиснення свинцевих родовищ посушливих районів. Знайдений в Болкардаг (Півд. Анатолія), Туреччина; Кукс-Пік (штат Нью-Мексико) та рудн. Босс, США.